# Зауральское
Зауральское — село в Каргапольском районе Курганской области. Административный центр Зауральского сельсовета.

## Географическое положение
Село Зауральское расположено в 30 км (32 км по автодороге) к юго-западу от райцентра Каргаполье и в 85 км (117 км по автодороге) к северо-западу от областного центра города Кургана.

## История
В 1934 году в будущий посёлок привезли из д. Скоробогатовой 18 деревянных домов раскулаченных. Деревянные дома поднимали на полозья трактора и перевозили. Некоторые даже привозили вместе с печками, если печки были кладены на пол в доме. В каждом доме жило по 2—3 семьи.
Решением Курганского облисполкома № 109 от 23 июня 1964 года деревня Окуневское Зерносовхозного сельсовета переименована в деревню Зауральская. 
5 июня  1964 года Указом Президиума ВС РСФСР деревня Окуневское переименована в деревню Зауральская.
6 августа 1984 года образован Зауральский сельсовет.
В годы Советской власти жители работали в Каргапольском зерновом совхозе, для жителей были построены благоустроенные квартиры, была построена своя котельная, которая отапливала весь посёлок.
В 1990-х годах многие жители работали в Компании «Сибнефтепровод», у которой здесь было 45 грузовых автомобилей и другая техника.

## Образование
Первое здание школы сгорело не позднее 1942 года, затем школа сменила несколько зданий. В 1986 году Зауральская начальная школа переехало в новое здание и была реорганизована в восьмилетнюю школу. С 1996 года Зауральская школа основного общего образования была реорганизована в Зауральскую школу среднего (полного) образования, с 2000 года школа была зарегистрирована как Зауральская средняя школа общего образования. С 2003 года муниципальное общеобразовательное учреждение «Зауральская средняя общеобразовательная школа» реорганизована в муниципальное общеобразовательное учреждение «Зауральская основная общеобразовательная школа». С 1 декабря 2011 года муниципальное казенное общеобразовательное учреждение «Зауральская основная общеобразовательная школа».
В 1988 году открыт новый детский сад. 

## Население
| 1989 | 2002 | 2010 |
| ---- | ---- | ---- |
| 444  | ↗449 | ↗451 |

Национальный состав
- По данным переписи населения 2002 года проживало 449 человека, из них русские — 85 %.

Коренных жителей, как во многих деревнях, здесь практически нет. В основном приезжие люди из разных регионов РСФСР, из Узбекской ССР и Киргизской ССР.

## Общественно-деловая зона
Установлен  четырехгранный обелиск, увенчанный красной пятиконечной звездой. На гранях памятника установлены плиты с фамилиями погибших в Великой Отечественной войне. Имеет металлическое ограждение.